# Silvereukalyptus
Silvereukalyptus (Eucalyptus gunnii) är en art i familjen myrtenväxter. Arten kommer ursprungligen från Tasmanien. I Sverige används sorten 'Silbertropfen' som snittgrönt.

## Synonymer
- Eucalyptus divaricata McAulay & Brett
- Eucalyptus gunnii subsp. divaricata (McAulay & Brett) B.M.Potts
- Eucalyptus gunnii var. divaricata (McAulay & Brett) B.M.Potts p.p.
- Eucalyptus gunnii var. montana Hook.f. nom. illeg.
- Eucalyptus whittingehamei Landsb.
- Eucalyptus whittingehamensis Elwes & A.Henry nom. illeg.